# Chronique universelle
Une chronique est un récit historique dans lequel « les faits sont simplement enregistrés dans l'ordre de leur succession » et « dont l'auteur est au moins pour partie contemporain », mais « il ne s'astreint pas à distinguer les faits année par année, comme fait l'annaliste ». Selon l'historien français Louis Bréhier, « la Chronique universelle est née de la nécessité d'introduire l'histoire sacrée, celle du peuple juif, d'après l'Ancien Testament, et celle de l'Église, dans l'histoire du monde, en établissant des synchronismes entre les chronologies des États de l'Antiquité, archontes d'Athènes, fastes consulaires, etc., avec celle de la Bible et du christianisme ».

## L'Antiquité
Dans l'Antiquité gréco-romaine, la première chronique universelle est écrite par Éphore de Cumes (v. 400-v. 330 av. J.-C.) ; son œuvre en 30 livres, intitulée sans doute simplement Histoire, couvre sept siècles du temps des Héraclides à la bataille de Périnthe en 341 av. J.-C.. Bien que perdue, elle est largement exploitée par Diodore de Sicile (Ier siècle av. J.-C.) dans sa Bibliothèque historique. Dans la littérature latine, Trogue Pompée, contemporain de l'empereur Auguste, est l'auteur d'un ouvrage en 44 livres intitulé Histoires philippiques, consacré à la fois à l'histoire du royaume de Macédoine et à celle de tous les pays conquis par Alexandre le Grand ; il reste un abrégé écrit par l'historien Justin (IIIe siècle).
Chez les Juifs, Nicolas de Damas compose au Ier siècle av. J.-C. une Histoire universelle en 144 livres, couvrant l'histoire des Assyriens, des Mèdes, des Lydiens, des Grecs et des Perses et intégrant l'histoire biblique ; de nombreux extraits de cette œuvre sont conservés dans les anthologies thématiques de Constantin VII (905-959).
Chez les Chrétiens, la première tentative de chronique universelle est celle de Sextus Julius Africanus : son œuvre, intitulée  Chronographie, en cinq livres, aurait été composée de 212 à 221 ; elle couvrait l'histoire du monde depuis la création (en 5499 av. J.-C. selon ses calculs) à la troisième année du règne d'Héliogabale en 221. C'est une tentative de combiner l'histoire biblique aux histoires grecque et romaine, et l'auteur s'inspirait aussi de Juste de Tibériade (Ier siècle av. J.-C.) pour l'histoire des Juifs. Une attention spéciale est accordée au problème de la chronologie : à partir du troisième livre, l'ordre est strictement chronologique. Bien que cette œuvre ne soit plus connue que par quelques fragments, son importance historique est très grande : elle a été le fondement de la Chronique d'Eusèbe de Césarée et la source de toute l'historiographie byzantine. Ses calculs chronologiques ont été admis pendant des siècles par le monde chrétien.
Hippolyte de Rome composa aussi en 235 une Chronique en grec connu généralement sous le titre latin de Liber Generationis (Livre de la descendance). Cet ouvrage ne semble pas se référer à celui de Julius Africanus ; sûrement de moindre ampleur et plus maigre (constitué principalement de listes de dates et de noms, mais aussi d'informations sur la localisation géographique des peuples), il a joui dans les siècles suivants d'un prestige bien moindre, mais il n'en a pas moins été largement diffusé, traduit très tôt en plusieurs langues, et beaucoup utilisé par les chroniqueurs postérieurs (la Chronique de Frédégaire, la Chronique pascale, Georges le Syncelle), voire dans la Chronographe de 354.
Mais c'est Eusèbe de Césarée qui est resté comme le véritable père du genre chrétien de la Chronique universelle. Son œuvre en la matière, intitulée Histoire générale (Παντοδαπὴ ίστορία) se divisait en deux parties : dans la première, appelée Χρονογραφία, l'auteur s'efforçait d'établir, pour chaque peuple, la succession chronologique des grands événements de son histoire jusqu'à l'année 325 (date du Ier concile de Nicée) ; dans la seconde, intitulée Règle du calcul des temps (Κανὼν χρονικός), il s'agissait de dégager de ces diverses séries de faits, dans des colonnes parallèles, le synchronisme qui était l'objet ultime de l'ouvrage. La version originale grecque de l'ensemble de l'œuvre a été perdue comme telle, mais de très larges extraits de la Χρονογραφία se retrouvent en fait dans les chroniques byzantines postérieures, spécialement dans celle de Georges le Syncelle. Cependant, les deux parties ont été conservées, bien qu'avec des lacunes, dans une traduction arménienne retrouvée par hasard en 1782 et révélée en Occident en 1818 par deux publications bilingues arménien-latin concurrentes ; c'est cette traduction qui permit d'ailleurs de repérer les parties des chroniques byzantines qui étaient empruntées à Eusèbe. Deux résumés (epitomæ) de l'œuvre en syriaque ont également été retrouvés au XIXe siècle.
C'est seulement la deuxième partie, le Canon, qui a été connue traditionnellement en Occident dans la traduction latine de saint Jérôme (Chronicum ad annum Abrahæ), où la chronologie est d'ailleurs prolongée jusqu'à l'avènement de Théodose Ier en 379.
La Χρονογραφία est divisée en cinq parties : l'histoire des Babyloniens et des Assyriens, suivie de listes des rois d'Assyrie, de Médie, de Lydie et de Perse ; puis l'histoire de l'Ancien Testament ; puis l'histoire de l'Égypte ; puis l'histoire grecque ; puis l'histoire romaine. Le texte est constitué pour partie de citations d'historiens antiques, dont souvent les œuvres ont été perdues (par exemple les Persica de Ctésias ou les Babyloniaca de Bérose). Les récits babyloniens de la Création et du Déluge, par exemple, se trouvent chez Eusèbe, qui a dû les emprunter directement ou indirectement à Bérose.
Quant au Canon, il s'agit donc d'une série de tables chronologiques avec de courtes notices historiques. Le point de départ est la date supposée de la naissance d'Abraham, et c'est à partir de là que tout le reste est daté et synchronisé. Auprès des « années d'Abraham » sont placées les années de règne (début et fin) des souverains de différents royaumes. Voici un passage du Canon tel qu'il apparaît dans le manuscrit de la bibliothèque bodléienne de la traduction latine de saint Jérôme :
```
                             LXXVIII Olymp. Herodotus historiarum
                                             scriptor agnoscitur
                                 XVIII      Bacchylides et Diag-
                                                orus atheus      XXXVI
                                            sermone plurimo cele-
                                                   brantur
                              MDL. XVIIII   Zeuxis pictor agnosci-
                                                    tur, etc.    XXXVII
```

Les « années d'Abraham » sont données par décennies (ici, MDL représente la 1550e année après la naissance d'Abraham). Nous sommes donc dans la 78e olympiade ; XVIII et XVIIII  (18 et 19) sont les années de règne de Xerxès Ier, roi des Perses, XXXVI et XXXVII (36 et 37) celles d'Alexandre Ier, roi de Macédoine. Les événements-repères correspondants sont donc donnés sur la même ligne.
Les chronologies données par le Chronicum de saint Jérôme et par la version arménienne sont divergentes notamment dans les listes épiscopales : il a été montré que cette différence était due à une mauvaise transmission dans le document arménien. En tout cas, le Κανών d'Eusèbe constitue le plus grand travail chronologique de toute l'Antiquité, et c'est l'un des fondements sur lesquels repose encore notre connaissance des dates pour une notable partie de l'histoire antique.
Eusèbe légua aux siècles suivants, en plus de sa chronologie, un nouveau genre historique : le récit, année après année, des événements depuis la création du monde (ou depuis la naissance d'Abraham). Les chroniqueurs s'inscrivent dans des traditions textuelles : ils reproduisent, sans rien y changer, les textes de leurs devanciers et se contentent de les continuer jusqu'au moment même où ils écrivent.

## L'époque byzantine
À Byzance, cette pratique de la Chronique universelle chrétienne se développa à l'origine parallèlement à une historiographie trouvant ses modèles dans la littérature grecque classique, chez Thucydide et Polybe notamment. Bien qu'on n'oppose plus rigoureusement aujourd'hui « historiens » et « chroniqueurs » byzantins comme on le faisait naguère, on peut toutefois distinguer deux ensembles différemment polarisés : la Chronique universelle apparaît plutôt comme un genre où l'élaboration littéraire est moindre que dans l'historiographie de tradition classique, soit parce qu'il s'agit de textes destinés à un large public peu instruit, où la facilité de lecture est privilégiée, et où une langue plus proche de l'usage parlé est utilisée, soit parce qu'il s'agit de textes purement fonctionnels, utiles dans les domaines ecclésiastique et politique, et se limitant à des séries d'événements et de données factuelles. D'autre part, on peut avoir affaire à de simples tableaux chronologiques très maigres ou à des récits plus étoffés, accompagnés ou non de réflexions morales ou religieuses. Ces chroniques, analogues par leur conception formelle, peuvent donc varier quelque peu par leur contenu et leur style. Cependant, on y retrouve souvent comme caractères communs une présentation des personnages et des milieux simpliste et stéréotypée, des anecdotes et événements de la vie privée des dirigeants ainsi que des catastrophes publiques (séismes, épidémies, etc.) très présents, des prophéties et présages (éclipses de soleil, apparition de comètes, etc.) fréquemment mentionnés, l'intervention et la colère divines souvent invoquées, des jugements sur les déviances par rapport à l'orthodoxie officielle fréquents et sans nuance. Du reste, les auteurs de chroniques sont généralement des religieux, moines le plus souvent.
Pour la haute époque byzantine, nous savons qu'au début du Ve siècle, dans des travaux chronographiques perdus, les moines Panodorus d'Alexandrie et Annianus d'Alexandrie fixèrent la création du monde 5905 ans avant l'année 412, c'est-à-dire le 25 mars 5493 av. J.-C. (début de l'ère alexandrine) ; que sous le règne de Justinien un autre Canon chronologique très pratiqué dans les siècles suivants fut publié par un certain Andronicus. D'autre part, dans la première moitié du Ve siècle, Philippe de Sidè composa une Histoire chrétienne depuis Adam en 36 livres, recensée par Photius dans sa Bibliothèque (codex 35), et au début du VIe siècle, un certain Eustathe d'Épiphanie raconta l'histoire du monde en deux livres, le premier allant jusqu'à la guerre de Troie, le second jusqu'à la douzième année du règne de l'empereur Anastase (c'est-à-dire 503) ; cette œuvre n'a pas été conservée comme telle, mais elle a beaucoup nourri les chroniques postérieures. Du règne d'Anastase également date une Chronica universalis Alexandrina conservée dans une mauvaise traduction latine du VIIIe siècle, les Excerpta Barbari. Un peu plus tard, sous le règne de Justinien, Hésychius de Milet fit une Histoire universelle en six livres, allant de l'avènement de Bélus, fondateur supposé du royaume d'Assyrie, à la mort de l'empereur Anastase en 518 ; elle est également perdue, mais est présentée par Photius dans le codex 69 de sa Bibliothèque.
Il nous reste au moins en partie trois Chroniques universelles des VIe et VIIe siècles : celle de Jean Malalas, intitulée Χρονογραφία ; celle de Jean d'Antioche, intitulée Ίστορία χρονική ; et le Chronicon Paschale (Ἐπιτομὴ χρόνων, c'est-à-dire « Résumé des temps »). La composition de cette dernière chronique dans les années 630, probablement dans l'entourage du patriarche Serge Ier, correspond à une réflexion menée sur la chronologie de l'histoire universelle, motivée par le fait qu'en cette époque de grandes calamités, on attendait la fin du monde pour bientôt : le monde a été créé le 21 mars de l'an 5507 av. J.-C. et le 21 mars est aussi le jour de la résurrection du Christ ; c'est la définition de l'ère byzantine classique qui a été seule utilisée dans l'usage officiel à partir du IXe siècle (mais a été décalée de deux ans au Xe siècle). L'œuvre de Malalas apparaît comme le type de la chronique « populaire », usant d'une langue fort peu littéraire et privilégiant le catalogue d'anecdotes et de curiosités, tandis que le Chronicon Paschale est une production des services ecclésiastiques proches de la cour impériale.
Dans la période suivante (l'« âge sombre » de l'histoire de Byzance), la Souda mentionne un « patrice Trajan » (Τραιανὸς Πατρίκιος) qui aurait vécu sous le règne de l'empereur Justinien II (685-711) et aurait composé un Χρονικὸν σύντομον qualifié de « très remarquable » (πάνυ θαυμάσιον). N'ayant plus cet ouvrage, on ne peut savoir s'il s'agissait d'un « abrégé de chronologie » (un tableau de dates, de noms ou d'événements) ou d'une « chronique abrégée » (c'est-à-dire un véritable récit). Quoi qu'il en soit, cet auteur fantôme, et l'éventuelle présence de son œuvre dans les chroniques postérieures, ont fait couler beaucoup d'encre parmi les byzantinologues. Tout aussi fantomatique est le Μέγας Χρονόγραφος (« Grand Chroniqueur »), dont quinze ou dix-huit fragments, selon les découpages, ont été ajoutés au XIe siècle dans le manuscrit du Chronicon Paschale, rapportant diverses calamités naturelles ou politiques survenues dans l'Empire d'Orient entre le règne de Zénon et celui de Constantin V : ce serait un chroniqueur du VIIIe siècle (ou peut-être, selon C. Mango, du IXe siècle). 
Au début du IXe siècle prend place le travail chronographique le plus important de l'époque byzantine : l'Ἐκλογὴ χρονογραφίας (Recueil chronographique) de Georges le Syncelle est, comme son titre l'indique, plus une table chronologique accompagnée de notices qu'un véritable récit ; le texte est même continuellement interrompu par de longues listes de dates ; la période couverte va de la Création à l'avènement de Dioclétien en 284. Georges le Syncelle étant mort, le relais est pris à sa demande par son ami et légataire Théophane le Confesseur, qui, en tirant parti du matériel déjà rassemblé par son prédécesseur, conduit la chronique (Χρονογραφία) jusqu'à la chute de Michel Ier Rhangabé en 813. Cette partie attribuée à Théophane se décompose en fait en deux : d'abord un récit des événements année après année, et ensuite des tables chronologiques, dans lesquelles l'auteur semble d'ailleurs avoir laissé les dates en blanc, et qui ont ensuite été complétées de façon totalement incorrecte par quelqu'un d'autre ; d'autre part, année après année, Théophane précise systématiquement l'année de règne des empereurs romains, des rois de Perse, des califes musulmans et des cinq patriarches de l'Église. Tout cet ensemble est devenu la Chronique universelle canonique à Byzance. Traduit en latin dans les années 870 par Anastase le Bibliothécaire, avec des éléments également empruntés au  patriarche Nicéphore, il a donné pour les Occidentaux la Chronographia tripartita.
Le patriarche Nicéphore a en effet aussi laissé un Abrégé de chronologie (Χρονογραφικόν σύντομον) qui va d'Adam à l'an 828, un tableau très maigre (en fait, une simple liste de noms et d'années), mais qui a été beaucoup utilisé et d'ailleurs altéré ultérieurement.
Du IXe siècle également date la chronique dite de Georges le Moine, un auteur dont on ne sait rien sinon, d'après son texte lui-même, qu'il était moine et qu'il écrivait sous le règne de l'empereur Michel III (842-867). Son œuvre, intitulée Χρονικὸν σύντομον (c'est-à-dire Chronique abrégée), est divisée en quatre livres : le premier traite de l'histoire profane depuis Adam jusqu'à Alexandre le Grand ; le second de l'histoire de l'Ancien Testament ; le troisième de l'histoire romaine de Jules César à Constantin ; et le quatrième poursuit jusqu'à la mort de l'empereur Théophile en 842. Comme c'est le cas pour la plupart des chroniques, la seule partie réellement informative en matière d'histoire événementielle est le compte-rendu de la période allant de 813 à 842 : pour tout ce qui est antérieur à 813, Georges le Moine n'ajoute rien, notamment, à Théophane ; l'intérêt de cette partie réside uniquement dans les aperçus qu'elle nous donne sur les idées de l'époque d'une façon générale, et plus spécifiquement sur les questions qui pouvaient occuper l'esprit d'un moine byzantin du IXe siècle. Pour les vingt-neuf dernières années (correspondant exactement à trois règnes : ceux de Léon l'Arménien, de Michel le Bègue et de Théophile), Georges le Moine a sur les historiens plus tardifs l'avantage d'avoir été un contemporain des événements.
L'auteur présente sa conception du genre dans sa préface : il s'est efforcé de dire la vérité plutôt que de plaire aux lecteurs par des ornements littéraires. Son récit se focalise autour de questions qui pouvaient intéresser des membres du clergé ou un public dévot de l'époque ; il est entrecoupé de pieuses réflexions ou d'excursus théologiques. Les différents livres partent un peu dans tous les sens au gré des réflexions de l'auteur : le premier parle d'Adam, de Nemrod, des Perses, des Chaldéens, des Brahmanes, des Amazones… ; le second, en principe consacré à l'Ancien Testament, traite aussi de Platon et des philosophes en général. Mais le sujet dans lequel il met le plus de passion est son opposition violente aux iconoclastes, c'est-à-dire la querelle qui occupait les esprits religieux de l'époque.
La Chronique de Georges le Moine a connu un très grand succès dans l'Empire byzantin et au-delà : elle fit partie (avec celle de Malalas) des textes de la littérature grecque traduits en vieux slave à partir de 888 environ dans le monastère de Preslav, à l'instigation du roi bulgare fortement hellénisé Siméon Ier ; par la suite, elle fut retraduite dans d'autres langues slaves (serbo-croate, russe), et a été une des premières sources d'inspiration de l'historiographie dans le monde slave ; on en possède aussi une version médiévale en géorgien. À Byzance même, elle fut tellement recopiée, corrigée, réarrangée que l'établissement de son texte original est « un des problèmes les plus épineux de la philologie byzantine ».
L'activité chronographique s'est poursuivie à Byzance au Xe siècle, mais de façon fort confuse pour nous : les chroniqueurs se recopient les uns les autres, et leurs textes largement diffusés sont corrigés ou réarrangés au cours de leur transmission ; de plus, les mêmes auteurs peuvent figurer dans les manuscrits sous des noms différents. Nous possédons sous le nom de Pierre d'Alexandrie une Chronique, d'ailleurs brève, peu informative et peu originale, qui va d'Adam à l'an 912. D'autre part, il existe plusieurs rédactions plus ou moins proches de chroniques transmises par les manuscrits sous les noms de Syméon Magistros, Syméon le Logothète, Léon le Grammairien (Leo Grammaticus, c'est-à-dire ό γραμματικός, « le professeur ») ou Théodose de Mélitène ; des chroniques qui vont selon les manuscrits jusqu'en 948, ou en 963, ou en 1018, ou en 1043, ou d'autres dates. Le consensus actuel des byzantinistes attribue à un même personnage les noms de « Syméon Magistros » et de « Syméon le Logothète », auteur d'une chronique allant, soit jusqu'en 948, soit jusqu'en 963 (mais certains pensent que ce prolongement est déjà d'un « pseudo-Syméon ») ; d'autre part, cet unique Syméon ne serait autre que Syméon Métaphraste, célèbre compilateur de Vies de saints, mais cette identification n'est pas absolument prouvée. Quant à Léon le Grammairien, ce serait un autre chroniqueur ayant plagié Syméon. Par ailleurs, ce qu'on appelle le Georgius continuatus (c'est-à-dire la Continuation de Georges le Moine), c'est la partie allant de 842 à 963 des chroniques voisines attribuée à Syméon, Léon le Grammairien ou Théodose de Mélitène, avec parfois des insertions provenant de l'Histoire impériale de Joseph Génésios.
Dans la seconde moitié du XIe siècle, le moine Georgios Kedrenos (Georges Cédrénus) a compilé une Chronique universelle allant d'Adam à l'avènement d'Isaac Comnène en 1057 ; elle est sans originalité et, même pour les événements contemporains, ajoute peu, par exemple, aux récits bien plus riches et informés de Michel Psellos et Jean Skylitzès. L'œuvre de ce dernier, haut fonctionnaire sous Alexis Ier Comnène, appartient à la tradition chronographique dans la mesure où elle se veut la continuation jusqu'en 1057 (et dans un deuxième temps jusqu'en 1079) de la Chronique de Théophane ; mais sous la plume de ce dignitaire instruit et précisément informé, le genre de la chronique ne se distingue plus guère de l'historiographie de tradition classique. Au XIIe siècle, Jean Zonaras a écrit une histoire du monde depuis la Création jusqu'à la mort d'Alexis Ier Comnène en 1118, mais lui aussi, haut fonctionnaire cultivé, utilisant des sources antiques comme Dion Cassius, apparaît plus comme un « historien » au sens classique que comme un simple « chroniqueur ». Vers 1150, Constantin Manassès fit une chronique en 7000 vers, allant de la Création à l'an 1081, qui eut notamment au XIVe siècle une traduction bulgare, et dans la deuxième moitié du XIIe siècle, Michel Glycas composa une Chronique universelle de style populaire, allant comme celle de Zonaras jusqu'en 1118. On peut citer aussi au XIIIe siècle celle de Joël, très sommaire, qui va de la Création à l'an 1204.

## Le Proche-Orient médiéval
À la fin du VIIe siècle, soit quelques décennies après la conquête musulmane, une Chronique universelle en langue grecque fut rédigée par l'évêque égyptien monophysite Jean de Nikiou. Pour ce qui précède le VIIe siècle, elle est essentiellement inspirée de celles de Jean Malalas et de Jean d'Antioche. Elle est précieuse pour le VIIe siècle, notamment pour la conquête musulmane de l'Égypte, malgré une regrettable lacune entre 610 et 640. Elle n'est conservée que dans une traduction éthiopienne du XVIIe siècle.

### Chroniques syriaques
La tradition de la Chronique universelle chrétienne sur le modèle eusébien a également connu un important développement dans les chrétientés de langue syriaque. Là aussi, cette tradition se présente sous la forme de chaînes de chroniqueurs dont chacun ajoute à ses prédécesseurs, si bien qu'il subsiste quelques grands ensembles qui sont en fait des compilations.
Nous avons conservé de la fin du VIIe siècle une somme historique intitulée Premiers principes : histoire du monde temporel du moine nestorien Jean Bar Penkayé, en 15 livres : les quatre premiers couvrent la période allant de la Création au règne d'Hérode le Grand, le cinquième est consacré aux démons, les livres 6 à 8 à la signification des récits de l'Ancien Testament, le neuvième aux cultes païens, notamment le zoroastrisme, les livres 10 à 13 racontent la vie du Christ et de ses apôtres, le livre 14 poursuit le récit historique jusqu'à la conquête arabe, et le livre 15 de la conquête arabe jusqu'aux années 680.
Une autre compilation, qui nous est parvenue dans un manuscrit palimpseste du IXe siècle découvert en 1715 par le savant maronite J.-S. Assemani dans le monastère de Sainte-Marie-des-Syriens, en Égypte, est appelée traditionnellement, d'après une erreur d'attribution, la Chronique du Pseudo-Denys de Tell-Mahré : elle a été réalisée par un moine anonyme de l'Église jacobite, qui vivait à la fin du VIIIe siècle dans un monastère situé dans le village de Zuqnîn, au nord de la ville d'Amida. Elle raconte l'histoire du monde depuis la Création jusqu'en 775, année de la mort du calife Al Mansour et de l'empereur Constantin V. Elle est divisée en quatre parties : la première couvre la période qui va de la création du monde jusqu'au règne de Constantin Ier ; la seconde poursuit jusqu'à la fin du règne de Zénon en 491 ; la troisième s'arrête à l'avènement de Justin II en 565 ; la quatrième va d'octobre 586 à septembre 775.
La première partie est en fait un résumé de la Chronique d'Eusèbe, complété notamment par des éléments empruntés à la Caverne des trésors (un recueil de traditions légendaires relatives à l'Histoire sainte judéo-chrétienne, existant en plusieurs recensions) ; la deuxième est très largement tirée de l'Histoire ecclésiastique de Socrate de Constantinople, qui court jusqu'en 439 et que, pour la période suivante, il complète notamment par les Plérophories de l'évêque monophysite Jean Rufus ; la troisième est une simple reprise de la deuxième partie d'une autre Histoire ecclésiastique, celle de Jean d'Ephèse ; la quatrième correspond à la fois à des sources écrites souvent perdues et à une élaboration plus personnelle de l'auteur. Les événements qu'il rapporte dans cette quatrième partie concernent d'ailleurs exclusivement les territoires de la Mésopotamie, de l'Asie Mineure et de la Syrie ; bien qu'ils soient en principe systématiquement datés, la chronologie est peu précise, recourant à plusieurs ères (ère de la création du monde, ère de la vocation d'Abraham, ère séleucide qui commence le 1er octobre 312 av. J.-C.), et faisant d'ailleurs l'objet d'un dédain explicite de la part de l'auteur.
La deuxième en date de ces grandes compilations est la Chronique d'Élie, archevêque nestorien de Nisibe (né en 975, mort vers 1050). Elle fut découverte en 1820 dans un village proche de Mossoul par l'orientaliste anglais C. J. Rich, dans un manuscrit en parchemin sans doute en partie autographe de l'auteur, mais en très mauvais état et incomplet. Le texte du manuscrit est bilingue syriaque-arabe. 
L'ouvrage est divisé en deux grandes parties, dont la première se subdivise elle-même en deux sections : d'une part une chronologie universelle depuis Adam, accompagnée d'une liste des papes et des patriarches d'Alexandrie jusqu'au Concile de Chalcédoine, de listes (pour une large part fantaisistes) des rois d'Égypte, de Babylone, d'Assyrie, de Médie, de Sicyone, d'Argos, d'Athènes, de Rome, de Macédoine, des empereurs romains depuis Jules César et des rois perses de la dynastie des Sassanides, enfin d'une chronologie des catholicos et métropolitains de l'Église d'Orient ; d'autre part un récit, ou plutôt un relevé année par année, des événements mémorables s'étant produits entre l'an 25 apr. J.-C. et l'an 1018. La seconde partie est un traité sur les computs en usage chez les peuples du Proche-Orient, accompagné de tables de concordance entre les ères et de développements sur les fêtes religieuses juives et chrétiennes.
La chronique proprement dite (1re partie, 2e section) est disposée en tableaux de trois colonnes indiquant l'année, le nom de la source citée, et les événements en deux langues, syriaque et arabe. Les dates sont données selon l'ère séleucide, en usage dans les Églises syriennes, mais aussi selon les olympiades et, après l'an 622, selon l'ère de l'Hégire. Les événements mentionnés concernent surtout de grands personnages politiques ou religieux (entre autres les avènements, dépositions, morts, etc.), mais ce sont aussi souvent des catastrophes naturelles (séismes, inondations, épidémies, invasions de sauterelles, éclipses de soleil et de lune).
Les sources d'Élie de Nisibe sont l'œuvre d'Eusèbe et aussi, pour la chronologie, les Canons d'Annanius et d'Andronicus, diverses Histoires ecclésiastiques dont celles d'Eusèbe, de Socrate de Constantinople, de Jean d'Ephèse et d'autres auteurs de langue syriaque plus tardifs, des chroniques en cette langue antérieures à son époque, la plupart anonymes et donnant des listes de rois, de patriarches, de catholicos, mais aussi celle de Jacques d'Édesse (mort en 708) qui continuait celle d'Eusèbe, enfin des sources arabes, comme l'Histoire des prophètes et des rois d'al-Tabari.
Il faut ensuite mentionner la Chronique universelle de Michel le Syrien, né en 1126, patriarche jacobite d'Antioche de 1166 à 1199. C'est la plus volumineuse compilation historique en langue syriaque. La version originale est connue par un seul manuscrit datant de 1598 et conservé dans une boîte hermétique dans une église d'Alep ; le philologue J.-B. Chabot l'a recopiée et publiée dans une édition bilingue syriaque-français en quatre volumes de 1899 à 1910. Il en existe deux versions anciennes plus ou moins abrégées en arménien, dont l'une, la plus longue, qui seule conserve la préface, avait été traduite en français dès 1868 par V. Langlois ; une version arabe en garshuni (adaptation de l'alphabet syriaque à l'arabe) est conservée à la British Library. 
C'est l'histoire du monde en 21 livres, depuis la Création jusqu'au temps de l'auteur. Les six premiers livres, qui vont jusqu'au règne de Constantin, sont essentiellement inspirés d'Eusèbe. Pour la suite, il a utilisé la Chronique de Jacques d'Édesse (mort en 708), qui continuait celle d'Eusèbe, et que d'ailleurs nous connaissons surtout par lui (il la décrit au livre 7). Pour les livres 7 et 8 (jusqu'au concile d'Ephèse de 431), il se fonde aussi sur les Histoires ecclésiastiques de Socrate de Constantinople et de Théodoret de Cyr. En partie pour le livre 8, et pour le livre 9, qui court jusqu'à la fin du règne de Justinien (565), il a exploité les ouvrages du même genre de Jean d'Ephèse et de Zacharie le Rhéteur. Pour les livres 10, 11 et 12 (c'est-à-dire jusqu'en 842, année de la mort du calife Al-Mutasim et de l'empereur Théophile), il exploite beaucoup à partir de l'année 582 (avènement de Maurice) la Chronique du patriarche Denys de Tell-Mahré (mort en 845), qui nous est d'ailleurs connue par lui. Les livres 13, 14 et la première moitié du livre 15 sont une simple copie de la Chronique de l'évêque Ignace de Mélitène, mort en 1094. La suite utilise d'autres chroniques : celles des évêques Jean de Kaishoum et Denys d'Amida (morts tous deux en 1171), celle de Basile d'Édesse (mort en 1172). Les livres 19 à 21 traitent d'événements de son époque et auxquels il a été souvent mêlé.
Le XIIIe siècle fournit deux importantes compilations historiographiques du même genre en syriaque : d'une part une œuvre anonyme, la Chronique de 1234, indépendante de celle de Michel le Syrien mais puisant aux mêmes sources qu'elle ; d'autre part celle de Gregorios Abu al-Faradj, connu en Occident sous le nom de Bar-Hebraeus (1226-1286). Sa Makhtbanuth Zavné (Écrit sur les temps), qui va de la Création à son époque, c'est-à-dire celle de l'invasion mongole au Proche-Orient, est divisée en deux grandes parties : une Chronique civile et une Chronique ecclésiastique, celle-ci étant en fait les histoires des deux Églises de langue syriaque, jacobite et nestorienne, traitées séparément. La Chronique civile (connue sous le nom latin de Chronicon Syriacum) est subdivisée en onze sections : les Patriarches bibliques, les Juges, les Rois hébreux, les Chaldéens, les Mèdes, les Perses, les Grecs, l'Empire romain, l'Empire byzantin, les Arabes et les Mongols. Bar-Hebraeus en a donné lui-même une version abrégée (et parfois un peu modifiée) en arabe, qu'il a intitulée Histoire abrégée des dynasties. Après sa mort, son frère Barsauma continua le récit jusqu'en 1288.
Pour tout ce qui est antérieur à la fin du XIIe siècle, Bar-Hebraeus recopie ou résume Michel le Syrien. Son œuvre ne présente d'intérêt propre que pour l'histoire du XIIIe siècle. Jusqu'en 1260, il s'inspire de l'historien persan al-Juwani, compagnon d'Hulagu au cours de ses expéditions, et son biographe dans une Histoire du conquérant du monde.

### Autres langues orientales
Il a également existé chez les chrétiens d'Orient des chroniques universelles composées non pas en syriaque, mais en arabe. On peut citer, parmi les plus notables, deux qui datent de la première moitié du Xe siècle : celle du patriarche Eutychius d'Alexandrie, intitulée Nazm al-Jauhar (la Rangée de pierres précieuses), et celle d'Agapios de Manbij, dont le titre est Kitab al-'Unwan (le Livre du titre). Au XIIIe siècle, un chrétien d'Égypte nommé Ibn al-Rāhib compose un ouvrage de chronologie et d'astronomie, le Kitab al-Tawarikh (Livre des histoires), contenant une chronique universelle (dont un résumé a été connu en Occident sous le titre Chronicon Orientale), et peu après son coreligionnaire  Georges Elmacin (Girgis Al-Makin) en rédige une autre appelée al-Majmu' al-Mubarak (la Collection bénie).
Dans la littérature arménienne médiévale, le genre est représenté par l'Histoire universelle d'Etienne Asolik de Taron, qui est un récit suivi allant jusqu'en 1004, et par la Chronique universelle de Samuel d'Ani, qui court du déluge jusqu'en 1177. Chez les musulmans, L'Histoire des prophètes et des rois (Tarikh al-rusul wa al-muluk) d'al-Tabari raconte l'histoire du monde de la Création jusqu'en 915 (mais à partir de Mahomet, il n'est plus question que du monde musulman) ; le Résumé des chroniques (Jami al-tawarikh) de Rashid al-Din se présente comme une histoire des peuples du monde depuis Adam jusqu'au début du XIVe siècle.

## L'Occident médiéval
Dans le monde latin, la première histoire universelle chrétienne s'appuyant sur la chronologie d'Eusèbe est celle de Sulpice Sévère, intitulée Chronicorum libri duo ou Historia sacra, racontant l'histoire du monde depuis la Création jusqu'en l'an 400, mais omettant les événements rapportés dans le Nouveau Testament. Il s'agit d'une véritable narration suivie, rédigée dans un style classique et élégant qui a valu à l'auteur le surnom de « Salluste chrétien ». Une autre Chronique universelle nous est d'ailleurs parvenue sous le nom de Sulpice Sévère, mais semble avoir été réalisée en Espagne au VIe siècle. 
Les Historiarum adversus paganos libri septem composés par Paul Orose, disciple de saint Augustin, entre 416 et 418, sont, dans le genre, une œuvre un peu particulière. Entreprise à l'instigation de l'évêque d'Hippone, elle se veut un supplément au troisième livre de La Cité de Dieu, où Augustin montrait, pour réfuter les attaques des païens, qu'il y avait eu autant de calamités avant l'adoption du christianisme qu'après ; il s'agit donc, par la conception, d'une histoire des désastres dans le monde pré-chrétien. Le premier livre décrit le monde et retrace son histoire depuis le Déluge jusqu'à la fondation de Rome ; le second raconte l'histoire romaine jusqu'au sac de la ville par les Gaulois, l'histoire de la Perse jusqu'à Cyrus, et l'histoire des Grecs jusqu'à la bataille de Counaxa ; le troisième traite de l'Empire macédonien sous Alexandre le Grand et ses successeurs, et des événements contemporains de l'histoire romaine ; le quatrième suit les Romains et les Carthaginois jusqu'à la destruction de Carthage ; les trois derniers retracent enfin l'histoire de Rome de la destruction de Carthage jusqu'à l'époque de l'auteur. L'accent est donc mis sur la succession des calamités subies par les peuples. L'œuvre d'Orose servit de compendium d'histoire universelle pendant tout le Moyen Âge, et il en existe plus de deux cents manuscrits médiévaux.
Nous avons conservé sous le nom de Prosper d'Aquitaine, un autre disciple de saint Augustin, deux Chroniques universelles qu'on appelle, pour les distinguer, la Chronique consulaire et la Chronique impériale ; en réalité, seule la première est vraiment de Prosper. Le titre d'origine est Epitoma Chronicon. En fait, pour tout ce qui précède l'an 379, c'est le Chronicum de saint Jérôme quelque peu abrégé, c'est-à-dire donc le Canon d'Eusèbe traduit en latin et prolongé de 325 à 379 ; ensuite le travail est encore continué, suivant les versions, jusqu'en 433, en 445 ou en 455 pour la plus longue. En supplément, la Chronique consulaire donne le nom des consuls pour tous les ans à partir de l'année de la mort du Christ ; la Chronique impériale, elle, date les événements par les années de règne des empereurs. La Chronique de Prosper est très précieuse, vu la rareté des sources, pour l'histoire de l'Empire d'Occident de 425 à 455. Elle fut rapidement très diffusée, il en existe de nombreux manuscrits, et très vite elle a reçu des continuations anonymes (Additamenta ad Prosperi Chronicon).
Au VIe siècle, l'évêque Victor de Tunnuna, de la province d'Afrique, composa une Chronique allant de la création du monde à l'an 566 ; il nous en reste la partie couvrant la période 444-566, laquelle partie servit en fait de continuation à une version de la Chronique de Prosper. C'est un document d'une extrême importance pour les historiens de cette période. Quelques décennies plus tard, l'évêque espagnol Jean de Biclar donne une suite à l'œuvre de Victor de Tunnuna, couvrant la période 567-590 environ.
Autre continuateur du Chronicum de saint Jérôme au Ve siècle : l'évêque galicien Hydace de Chaves, qui le prolonge de 379 à 468. À partir de 450, d'ailleurs, la Gallaecia étant de plus en plus isolée du monde méditerranéen, le propos a tendance à se restreindre à la péninsule ibérique. La fin de cette chronique est pleine de prodiges pouvant être interprétés comme des signes de la fin prochaine du monde.
L'œuvre historiographique de Grégoire de Tours, intitulée Decem Libri Historiarum (et non Historia Francorum, selon le titre erroné qui lui a été attribué postérieurement) se présente en fait formellement comme une histoire du monde depuis la Création ; mais sur les dix livres le premier va d'Adam à la conquête de la Gaule par les Francs, le second est consacré à Clovis, etc., et les livres 5 à 10 traitent de l'histoire de la Gaule de 575 à 591, c'est-à-dire à l'époque de l'auteur. Il est intéressant de constater que le modèle de la chronique universelle s'imposait à une œuvre dont le propos était différent. Le même principe se retrouve dans la chronique dite de Frédégaire. Composée au milieu du VIIe siècle, elle est d'abord une compilation des éléments suivants : le Liber Generationis d'Hippolyte, le Chronicum de saint Jérôme, la Chronique d'Hydace et celle d'Isidore de Séville, enfin les six premiers livres de Grégoire de Tours jusqu'en 584. À ces cinq éléments s'ajoutent : une chronologie allant d'Adam à Sigebert II, une liste des papes jusqu'à Théodore Ier et une généalogie des rois francs les faisant remonter aux héros troyens. Ensuite sont jointes des annales locales allant de 585 à 604, et un récit des événements (peut-être deux) sur la période entre 604 et 642, où il n'est d'ailleurs pas seulement question de la Gaule.  
Au début du VIIe siècle, Isidore de Séville avait donc composé aussi une Chronique universelle (Chronicon) ; dans sa préface, il cite comme sources : Julius Africanus, le Chronicum de saint Jérôme et Victor de Tunnuna. À l'intérieur de deux traités sur la chronologie, le De temporibus liber et le De temporum ratione (en), Bède le Vénérable a également composé des Chroniques universelles très sommaires, l'une allant jusqu'à l'an 725 et l'autre jusqu'à 703 (la Chronica Majora et la Chronica Minora) ; elles ont ensuite circulé comme des œuvres séparées, et ont été beaucoup copiées et imitées au Moyen Âge. Reprenant aussi saint Jérôme pour toute l'histoire ancienne, il s'inspire entre autres, pour les périodes plus récentes, d'une version du Liber Pontificalis allant au moins jusqu'au pape Serge Ier, mort en 701, et de sources plus locales comme le De Excidio Britanniae du moine Gildas le Sage.
Le genre de la chronique universelle a été pratiqué en Europe occidentale pendant tout le Moyen Âge. À l'époque carolingienne il y a le Chronicon de VI ætatibus mundi d'Adon de Vienne, allant jusqu'en 874, qui est brève et s'appuie notamment sur Bède. Dans le Bas Moyen Âge il faut citer, parmi les exemples les plus marquants : le Chronicon sive Chronographia de Sigebert de Gembloux, qui prend aussi la suite, comme il était d'usage, de saint Jérôme en 379 et conduit le récit jusqu'en 1111 (ce fut l'une des chroniques les plus lues et reproduites au bas Moyen Âge ; continuée par Guillaume de Nangis jusqu'en 1300, puis par d'autres jusqu'en 1368) ; la Chronica Naierensis qui s'appuie sur Isidore de Séville et s'achève en 1109 ; la Chronica de Frutolf de Michelsberg, qui va jusqu'en 1099, et qui fut continuée jusqu'en 1125 par Ekkehard d'Aura ; la Chronica sive Historia de duabus civitatibus d'Otton de Freising, inspirée par saint Augustin et Orose et conclue par une évocation du Jugement Dernier ; le Chronicon d'Hélinand de Froidmont (seulement partiellement conservé : sur les 49 livres, il reste les 18 premiers, qui vont d'Adam à Alexandre le Grand, et les 5 derniers, qui vont de 634 à 1204) ; la Chronica universalis de Sicard de Crémone allant jusqu'en 1213 ; la Chronica d'Aubry de Trois-Fontaines qui va de la Création jusqu'en 1241 ; le Chronicon mundi de Lucas de Tuy qui va jusqu'à la mort du roi Ferdinand III en 1252 ; la Chronique universelle de Géraud de Frachet, réutilisée par Bernard Gui ; le Speculum Historiale, branche du Speculum Majus de Vincent de Beauvais, la plus grande encyclopédie du Moyen Âge ; les Chronica Majora ou Flores Historiarum de Roger de Wendover, œuvre continuée par Matthieu Paris ; la Weltchronik de l'Autrichien Jans der Enikel, qui commence même avant la création du monde, par la révolte de Satan, et qui, après avoir parcouru l'Ancien Testament, poursuit avec les récits homériques, etc., jusqu'au règne de Frédéric II de Hohenstaufen ; la Chronique universelle de Rodolphe d'Ems ; la Christherre-Chronik (seulement commencée, et souvent complétée dans les manuscrits par d'autres, notamment celle de Rudolf) ; la  General Estoria du roi Alphonse X le Sage, commencée en 1270 et dont seules cinq des sept parties prévues furent rédigées, couvrant de la création du monde au règne d'Auguste ; le Polychronicon (sive Historia Polycratica) ab initio mundi usque ad mortem regis Edwardi III in septem libros dispositum de Ranulf Higdon ; le Memoriale Historiarum de Jean de Saint-Victor ; les Cronice ab origine mundi de l'évêque castillan Gonzalo de Hinojosa ; le Liber Chronicorum de Hartmann Schedel (dit aussi La Chronique de Nuremberg) ; la Chronique de Johannes Nauclerus.